# Jagatpur
Jagatpur (em panjabi: ਜਗਤਪੁਰ) é uma aldeia localizada no distrito de Shaheed Bhagat Singh Nagar, no estado de Punjab, na Índia. Está localizado a 2,2 (1,4 mi) quilômetros de Mukandpur, 9,3 (5,8 mi) quilômetros da cidade de Banga, 12 quilômetros (7,5 mi) do distrito Shaheed Bhagat Singh Nagas e 113 quilômetros (70 mi) da capital do estado, Chandigarh. A aldeia, assim como as demais indianas, é governada por um sarpanch, eleito democraticamente pela maioria da população residente no assentamento.

## Demografia
Segundo o relatório publicado pelo Censo da Índia de 2011, a aldeia Jagatpur é composta por um total de 462 casas e a população total é de 2151 habitantes, dos quais 1084 são do sexo masculino e 1067, do sexo feminino. O nível de alfabetização da aldeia é 80.35% maior que a média do estado, a qual é de 75.84%.
Conforme constatação do Censo, 671 pessoas exercem seu trabalho fora da aldeia; dessas, 594 são homens e 77 são mulheres. O levantamento do governo também consta que 74.52% dos trabalhadores ocupam um serviço como trabalho formal e único, enquanto os outros 25.48% estão envolvidos em atividades marginais, trabalhando como meio de subsistência em diferentes lugares em menos de seis meses.

## Educação
Na aldeia, não há nenhuma escola, e os estudantes precisam ir a outras aldeias para estudar; muitas dessas aldeias estão distantes por dez quilômetros. Nas proximidades, destaca-se a Lovely Professional University a 14 quilômetros. Outras instituições de ensino também representam papel importante na região: Ghs Jagatpur School, Midday Meal Scheme e Amardeep Singh Shergill Memorial.

## Transporte
A estação de trem mais próxima de Jagatpur é Banga; no entanto, a estação principal, Phagwara, está a 21 quilômetros (13 mi) de distância. O aeroporto mais perto é Sahnewal, localizado a 52 quilômetros, e o aeroporto internacional mais próximo é o Sri Guru Ram Dass Jee, a 138 quilômetros.